# Igrejas Cristãs Reformadas na Holanda
As Igrejas Cristãs Reformadas na Holanda (ICRH) - em Holandês: Christelijke Gereformeerde Kerken in Nederland - formam uma denominação reformada continental conservadora na Holanda, desde 1869, quando a maior parte da Igreja Reformada sob a Cruz e as Congregações Cristãs Separadas se uniram. Ambas as denominação antecessoras se separaram da Igreja Reformada Neerlandesa em 1834.

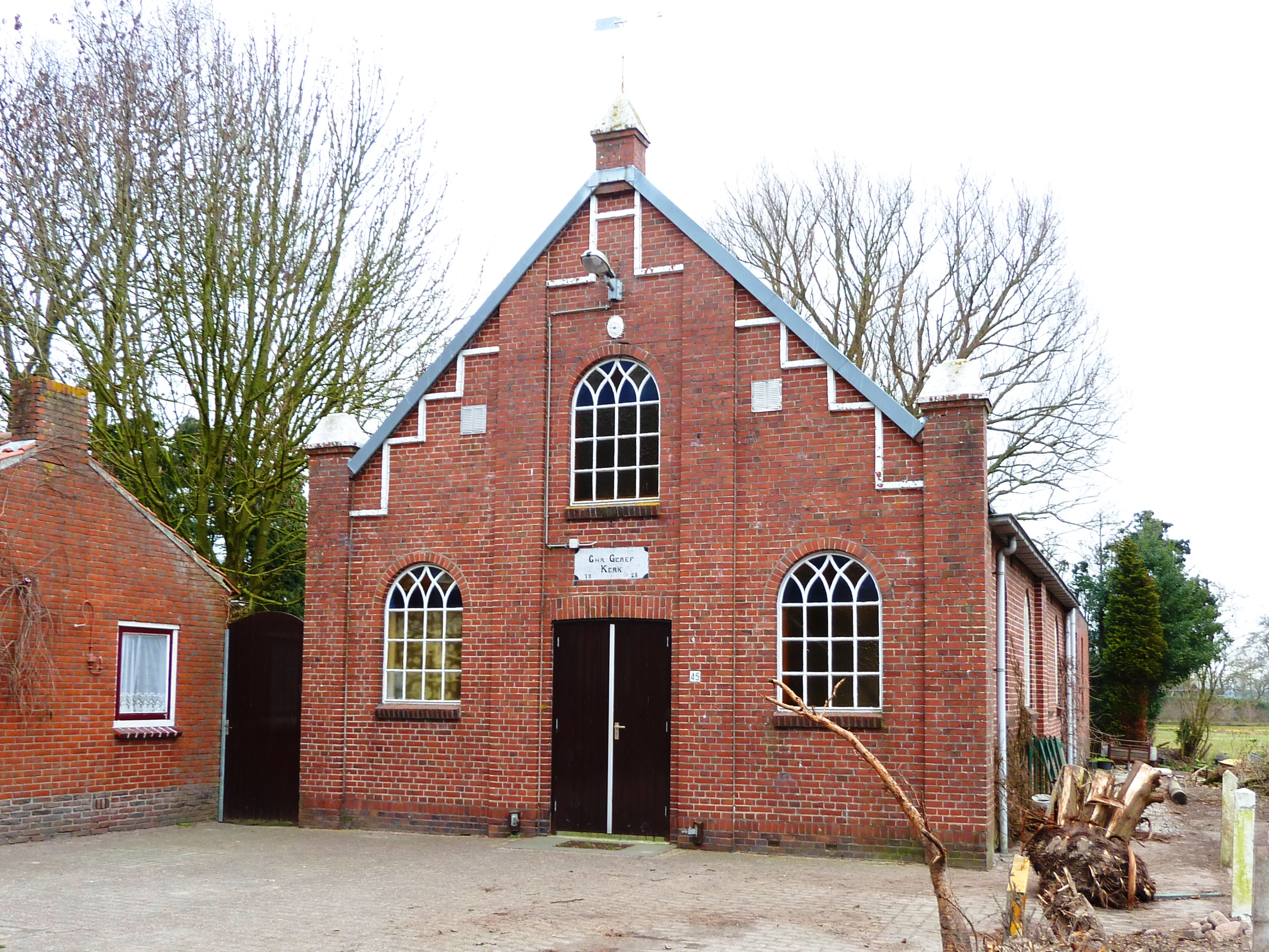
Igreja Cristã Reformada em Lutjegast

## História
Em 1834, dois grupos de igrejas se separaram da Igreja Reformada Neerlandesa, acusando a denominação de ser tolerante ao Liberalismo Teológico e de interferência estatal na religião. Um grupo formou a Igreja Reformada sob a Cruz (IRC) (em holandês Gereformeerde Kerken onder het Kruis) enquanto outro formou as Congregações Cristãs Separadas. Em 1869, eles se uniram para formar as Igrejas Cristãs Reformadas na Holanda (ICRH).
Uma parte da IRC recusou a fusão de 1869 e se manteve como denominação separa até 1907, quando se uniu a parte das Congregações Ledeborianas para formar as atuais Congregações Reformadas.
Em 1886, outro grupo (conhecido como Doleantie) se separou da Igreja Reformada Neerlandesa. Em 1892, a maior parte das igrejas da ICRH se uniu a ele, para formar as posteriores Igrejas Reformadas na Holanda. Todavia, parte das ICRH continuaram separadas, dando continuidade a denominação.

## Doutrina
A denominação subscreve o Credo dos Apóstolos, Credo de Atanásio, Credo Niceno, Confissão Belga, o Catecismo de Heidelberg e os Cânones de Dort.

## Demografia
| Ano  | Membros |
| ---- | ------- |
| 1970 | 69.641  |
| 1990 | 75.924  |
| 1993 | 75.721  |
| 2004 | 73.978  |
| 2014 | 73.692  |
| 2020 | 70.801  |
| 2022 | 70.223  |
| 2023 | 69.063  |
| 2024 | 67.629  |
| 2025 | 66.572  |

A denominação cresceu continuamente até a década de 1990, atingindo 75.924 membros. Depois, apresentou declínio lento e constante, com crescimento em alguns anos. Em 2004, registrou 73.978, e em 2014, a denominação tinha 73.692 membros. Em 2023, a denominação registrou 69.063 membros.

## Relações Inter-Eclesiásticas
A igreja é membro da Conferência Internacional das Igrejas Reformadas e da Conferência Europeia das Igrejas Reformadas. Além disso, possui relacionamento de igreja irmã com:
- Igrejas Reformadas Livres da América do Norte
- Igreja Livre da Escócia
- Igreja Livre da Escócia (Continuada)
- Igreja Presbiteriana Reformada da Irlanda
- Igrejas Reformadas na África do Sul
- Igrejas Evangélicas Reformadas no Brasil
- Igrejas Reformadas da Nova Zelândia

Possui também, relacionamento de correspondência com:
- União Nacional das Igrejas Protestantes Reformadas Evangélicas da França
- Igreja Presbiteriana Ortodoxa
- Igreja Presbiteriana na Coreia (Koshin)[16]
- Igrejas Cristãs Reformadas da Austrália
- Igreja Reformada no Japão
- Igreja Reformada Holandesa em Botswana
- Igrejas Reformadas de Botswana